# Língua geral paulista
Pour les articles homonymes, voir Língua geral.
La língua geral paulista (langue générale de São Paulo) est le nom portugais d'une langue tupi parlée au Brésil, dans la région de São Paulo.
La langue est éteinte.

## Histoire de la langue
La langue s'est développée avec la colonisation portugaise, à partir du tupi. Elle avait presque totalement disparu au XVIIIe siècle. Elle est différente de la « língua geral amazônica », parlé dans le Nord du Brésil, qui était issue du tupinambá.

## Classification
La lingua geral paulista est une langue tupi-guarani et fait partie de la branche III, dans la classification de Rodrigues (2007).